# Eberhard (Hohenlohe-Waldenburg)

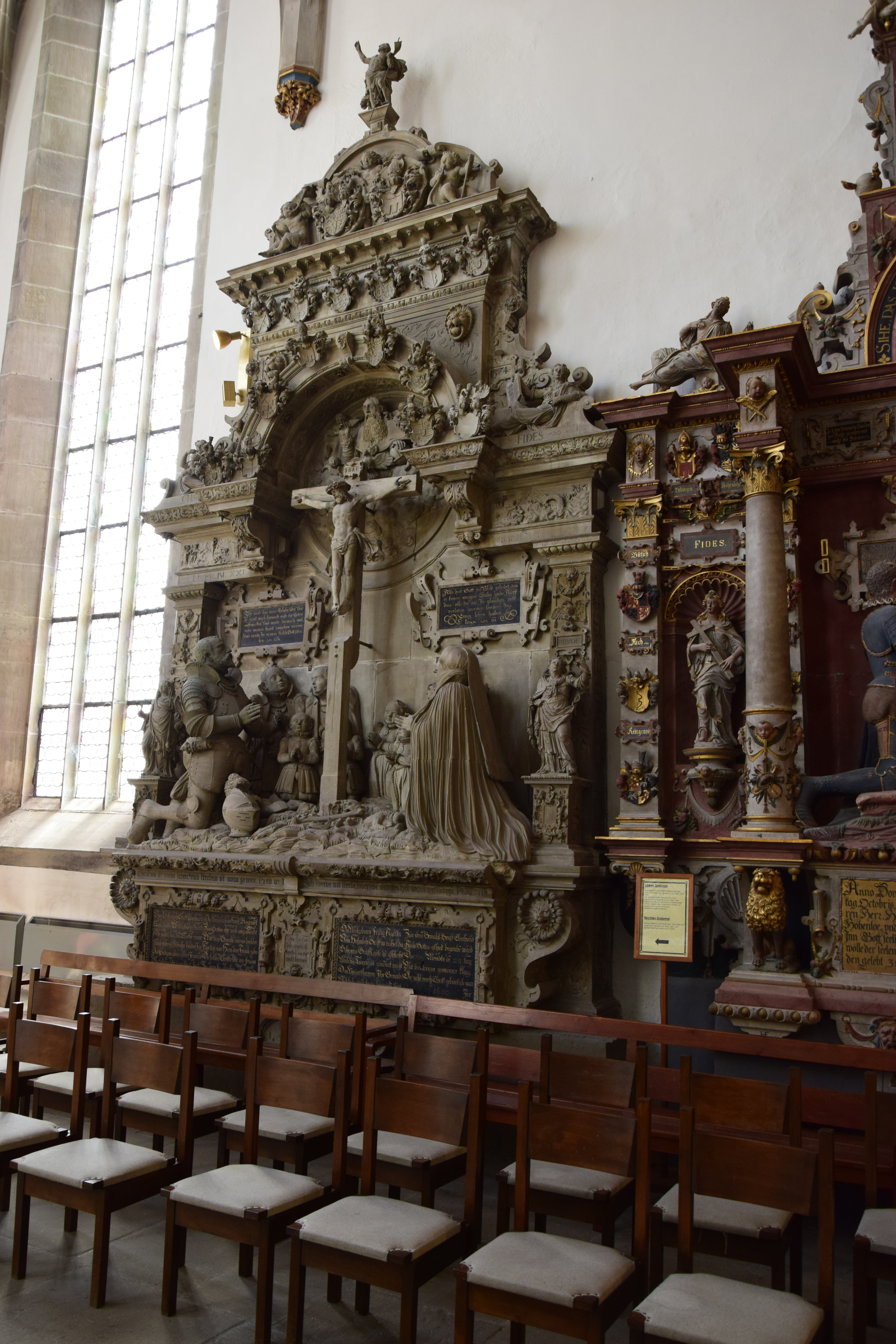
Epitaph von Agathe und Eberhard in Öhringen

Eberhard von Hohenlohe (* 11. Oktober 1535; † 9. März 1570 in Waldenburg) war von 1551 bis 1570 regierender Graf zu Hohenlohe-Waldenburg.

## Abstammung
Graf Eberhard zu Hohenlohe-Waldenburg war der jüngere Sohn des Grafen Georg I. zu Hohenlohe-Waldenburg (1488–1551) und seiner zweiten Frau Helene von Waldburg (* 12. Oktober 1514; † 3. April 1567), Tochter des Truchsess Georg von Waldburg (1488–1531) und der Maria von Oettingen-Flochberg (1498–1555). 

## Hauptlandesteilung
Das Jahr 1551 bot mit dem Ableben des Grafen Georg I. und dem Tod seines älteren Bruders, Graf Albrecht III., im selben Jahr den Anlass zur Hauptlandesteilung des Hauses Hohenlohe zwischen Graf Ludwig Casimir  und seinen Halbbrüdern Eberhard und Georg II. Die Jahre von 1553 bis 1555 waren überschattet durch Streitigkeiten, die diese Landesteilung nach sich zog. Es galt die genaue Nutzung der vorhandenen Rechtsgüter zu regeln. Besonders hartnäckig erwies sich dabei Eberhards Mutter Helene im Streit mit ihrem Stiefsohn Ludwig Casimir und setzte sich vehement für die Rechte ihrer Söhne Eberhard und Georg II. (1544–1554) ein. Noch vor dem Ende der geplanten Aufteilung in drei Teile starb Eberhards jüngerer Bruder Georg II. im Jahre 1554. Das für ihn vorgesehene Drittel musste dann nochmals aufgeteilt werden, wobei zur Vermittlung Herzog Christoph von Württemberg hinzugezogen wurde. Im Jahre 1555 entstanden dann die beiden neuzeitlichen Hauptlinien des Hauses Hohenlohe. Ludwig Casimir erhielt Neuenstein (mit zugehörigen Ämtern) und Eberhard Waldenburg (mit den Ämtern und Schlössern in Adolzfurt, Bartenstein, Kupferzell, Mainhardt, Pfedelbach, Sindringen und Schillingsfürst).
Im Zuge der Reformation, die er wie sein älterer Bruder in seinem Herrschaftsgebiet durchführte, ließ Eberhard 1560 das Kloster Goldbach säkularisieren und die Klostergebäude abreißen. Das Areal des Klosters wurde dann 1772 verkauft. Das Kloster Gnadental teilten sich die beiden Brüder. Das Vermögen des Stifts in Öhringen blieb erhalten und wurde fortan gemeinsam verwaltet. Nach dem Tod seines Bruders Ludwig Casimir war Graf Eberhard von 1568 bis 1570 Senior des Hauses Hohenlohe.

## Familie
Am 9. September 1556 heiratete Graf Eberhard in Heuchlingen Agathe, Gräfin von Tübingen (1533–1609).
Aus der Ehe von Graf Eberhard mit Agathe gingen sechs Kinder hervor, von denen jedoch lediglich ein Sohn und eine Tochter das Erwachsenenalter erreichten:
- Johanna (1557–1585) ⚭ 1575 Graf Gottfried von Oettingen-Oettingen (1554–1622), Sohn von Graf Ludwig XVI. (1508–1569)
- Georg Friedrich I. (1562–1600) ⚭ 1586 Dorothea Reuß zu Gera (1570–1631), Tochter von Heinrich XVI., „der Jüngere“ Reuß von Plauen (1530–1572). Georg Friedrich und Dorothea wurden zu den Stammeltern aller weiteren Mitglieder des Hauses Hohenlohe aus den Waldenburger Linien

## Früher Tod
Graf Eberhard erbaute ab 1568 auf den Grundmauern einer alten Burg das Schloss Pfedelbach als seine Residenz für die Wintermonate, erlebte aber dessen Vollendung nicht mehr. In Folge der Verbrennungen, die er bei der Waldenburger Fastnacht vom 7. Februar 1570 erlitten hatte, starb Graf Eberhard am 10. März 1570 am Wundfieber.
Nach dem Tod des Grafen ließ seine Witwe, die ihn um mehr als 39 Jahre überlebte, ein lebensgroßes Epitaph in der Stiftskirche Öhringen errichten, das durch den Bildhauer Johann von Trarbach ausgeführt wurde. Das Epitaph befindet sich auf der rechten Seite des Chors der Kirche, in einem Ensemble weiterer Grabmäler des Hauses Hohenlohe aus der Zeit der Renaissance.